# جيمس إف. دوفي
جيمس إف. دوفي (بالإنجليزية: James F. Duffy)‏ هو لاعب كرة قدم أمريكية أمريكي، ولد في 3 يونيو 1892 في بيتسفيلد في الولايات المتحدة، وتوفي في 23 فبراير 1961 في ديترويت في الولايات المتحدة.